# Merville (Alto Garona)
Merville (em occitano:  Mervila) é uma comuna francesa na região administrativa da Occitânia, no departamento do Alto Garona. Estende-se por uma área de 30.68 km², com 5.878 habitantes, segundo o censo de 2018, com uma densidade de 190 hab/km².